# Rod Pelley
Rod Pelley (* 1. September 1984 in Kitimat, British Columbia) ist ein ehemaliger kanadischer Eishockeyspieler, der im Verlauf seiner aktiven Karriere zwischen 2002 und 2020 unter anderem 259 Spiele für die New Jersey Devils und Anaheim Ducks in der National Hockey League (NHL) auf der Position des Centers bestritten hat. Darüber hinaus absolvierte Pelley weitere 575 Partien in der American Hockey League (AHL).

## Karriere
Rod Pelley begann seine Karriere als Eishockeyspieler bei den Prince George Spruce Kings, für die er von 2000 bis 2002 in der British Columbia Hockey League (BCHL) aktiv war. Ebenso spielte er für deren Ligakonkurrenten Vernon Vipers. Anschließend lief der Angreifer vier Jahre lang für die Mannschaft der Ohio State University im Spielbetrieb der National Collegiate Athletic Association (NCAA) auf, ehe er Ende Juli 2006 als ungedrafteter Free Agent einen Vertrag bei den New Jersey Devils aus der National Hockey League (NHL) erhielt.
Für New Jersey gab der Linksschütze in der Saison 2006/07 sein Debüt in der NHL, wobei er in neun Spielen punkt- und straflos blieb. Den Rest der Spielzeit verbrachte er allerdings bei New Jerseys Farmteam, den Lowell Devils, aus der American Hockey League (AHL). Nachdem er anschließend parallel für die New Jersey Devils und die Lowell Devils gespielt hatte, kam er ab der Saison 2009/10 wieder für New Jersey in der NHL zum Einsatz. Im Zuge eines Tauschgeschäftes, in dem er gemeinsam mit Mark Fraser und einem Siebtrunden-Wahlrecht im NHL Entry Draft 2012abgegeben wurde, wechselte Pelley im Dezember 2011 zu den Anaheim Ducks. Im Gegenzug erhielten die Devils Kurtis Foster und Timo Pielmeier. Für die Ducks erzielte der Kanadier im Spiel gegen die Phoenix Coyotes am 14. Dezember gleich sein erstes Tor. In der folgenden Saison 2012/13 kam er jedoch ausschließlich beim Farmteam der Ducks, den Norfolk Admirals, in der AHL zum Einsatz. Im Sommer 2013 wechselte er innerhalb der AHL zu den Albany Devils und führte das Team in der Folge vier Jahre als Mannschaftskapitän an. Anschließend war er ab Sommer 2017 für ein Jahr bei den Stockton Heat in der AHL aktiv.
Auf der Suche nach einer neuen sportlichen Herausforderung wechselte Pelley zur Saison 2018/19 zu Sønderjysk Elitesport in die dänische Metal Ligaen. Mit dem Klub scheiterte er erst im Finale um die Meisterschaft. Trotz des Erfolgs wechselte der Mittelstürmer auf die Spielzeit 2019/20 hin zum rumänischen Verein HSC Csíkszereda, der am Spielbetrieb der Ersten Liga teilnahm. Gemeinsam mit dem ungarischen Vertreter Ferencvárosi TC gewannen die Rumänen die durch die COVID-19-Pandemie abgebrochene Meisterschaft. Im Sommer 2020 beendete der 35-Jährige schließlich seine aktive Karriere.

## Erfolge und Auszeichnungen
- 2005 CCHA Second All-Star Team
- 2019 Dänischer Vizemeister mit Sønderjysk Elitesport
- 2020 Erste-Liga-Meister mit dem HSC Csíkszereda (gemeinsam mit dem Ferencvárosi TC)

## Karrierestatistik
(Legende zur Spielerstatistik: Sp oder GP = absolvierte Spiele; T oder G = erzielte Tore; V oder A = erzielte Assists; Pkt oder Pts = erzielte Scorerpunkte; SM oder PIM = erhaltene Strafminuten; +/− = Plus/Minus-Bilanz; PP = erzielte Überzahltore; SH = erzielte Unterzahltore; GW = erzielte Siegtore; 1 Play-downs/Relegation; Kursiv: Statistik nicht vollständig)